# Solenopsis gayi
Solenopsis gayi é uma espécie de formiga do gênero Solenopsis, pertencente à subfamília Myrmicinae.